# Armando Madonna
Armando Madonna (Alzano Lombardo, 5 luglio 1963) è un allenatore di calcio ed ex calciatore italiano, di ruolo centrocampista o attaccante, osservatore per le giovanili dell'Atalanta.

## Biografia
È il padre del calciatore Nicola Madonna.

## Caratteristiche tecniche

### Giocatore
Madonna era un'ala destra, dotata di fantasia e abile nel cross; per queste sue doti era spesso impiegato come uomo-assist per gli attaccanti.

### Allenatore
Predilige il modulo 4-4-2, pur avendo adottato anche il 4-3-1-2 nelle stagioni a Piacenza e Portogruaro.

## Carriera

### Giocatore
Cresce tra le file dell'Atalanta, squadra della sua città, debuttando in prima squadra a 18 anni. Nel 1983 viene ceduto al Piacenza, allenato dal bergamasco Battista Rota: contribuisce con 13 reti (di cui 10 su rigore) alla promozione degli emiliani in Serie C1, e nelle annate successive è titolare del ruolo di ala destra, ottenendo i galloni di capitano. Nel 1987, dopo tre stagioni in Serie C1, la formazione piacentina viene promossa in Serie B: Madonna è il capocannoniere della squadra con 12 reti, e forma con Gianfranco Serioli e Roberto Simonetta il trio d'attacco titolare.

Madonna in azione con la fascia di capitano del Piacenza nel corso del campionato di Serie B 1987-1988

Riconfermato tra i cadetti, realizza 9 reti nel campionato di Serie B 1987-1988, concluso con la salvezza. Nel mercato autunnale del 1988 torna all'Atalanta, che lo strappa alla concorrenza del Napoli, in cambio di Carlo Osti e di un conguaglio di due miliardi di lire. A Bergamo vive due stagioni in Serie A coronate da 2 presenze in Coppa UEFA.
Nel 1990 viene ceduto alla Lazio, dove gioca 25 partite e segna 2 gol nel contesto di una stagione globalmente negativa per lui. Nel novembre del 1991 torna in prestito al Piacenza, in Serie B, contribuendo alla salvezza della squadra allenata da Luigi Cagni. L'anno seguente milita nella SPAL, sempre in Serie B, dopodiché si trasferisce all'Alzano Virescit, società del suo paese militante nel Campionato Nazionale Dilettanti, di cui diventa capitano.
Con i bianconeri bergamaschi ottiene due promozioni (dai dilettanti alla Serie C1) e vince la Coppa Italia Serie C 1997-1998; nella stagione 1998-1999, dopo aver superato un serio infortunio al ginocchio, arriva la terza promozione, questa volta in Serie B. L'esperienza nella serie cadetta dura una sola stagione; Madonna continua comunque a giocare nell'Alzano per altre due annate, fino alla decisione definitiva di concludere la carriera, avvenuta al termine del campionato 2001-2002 all'età di trentanove anni.

### Allenatore
Si ritira dall'attività agonistica a 39 anni, iniziando la carriera come allenatore in seconda di Giampaolo Rossi all'Alzano Virescit nella stagione 2002-2003, subentrandogli nel finale di stagione senza evitare la retrocessione dopo i play-out contro la Lucchese. Successivamente diventa allenatore della squadra Primavera dell'AlbinoLeffe.
Dal 26 maggio 2008 allena la prima squadra dell'AlbinoLeffe, subentrando all'esonerato Elio Gustinetti; prende parte ai play-off, nei quali la squadra manca la promozione in finale perdendo 1-0 a Bergamo e pareggiando 1-1 a Lecce. Viene confermato per la stagione 2008-2009 conclusasi con un nono posto per la squadra seriana, e per quella successiva; il 28 settembre 2009 viene esonerato dopo il negativo avvio di stagione della squadra seriana, anche a causa di un diverbio con il presidente.
Il 7 luglio 2010 diventa ufficialmente il nuovo allenatore del Piacenza, con cui non evita la retrocessione in Lega Pro Prima Divisione. Il 21 dicembre 2011 diventa ufficialmente il nuovo allenatore del Livorno al posto del dimissionario Walter Novellino, ed esordisce con il pareggio esterno con il Grosseto (1-1). Il 6 maggio 2012, in seguito alla sconfitta sul campo del Verona, viene esonerato in favore di Attilio Perotti. Il 13 luglio 2012 diventa l'allenatore del Portogruaro, squadra militante nel campionato di Lega Pro Prima Divisione: conclude il campionato al tredicesimo posto ma non riesce a salvare il Portogruaro che, sconfitto dalla Tritium nei playout, retrocede in Lega Pro Seconda Divisione.
Lasciata la panchina veneta, fa ritorno all'Albinoleffe, sempre in Prima Divisione. Il 27 dicembre 2013 Madonna è stato esonerato dalla panchina dell'AlbinoLeffe, che chiama al suo posto Elio Gustinetti.
Torna ad allenare dopo quasi due anni di assenza il 9 novembre 2015, venendo scelto come nuovo mister della Virtus Bergamo, in Serie D. Con i bianconeri chiude il campionato al quartultimo posto in classifica, ottenendo però la salvezza diretta senza disputare i play-out a causa del vantaggio sulla terzultima superiore ai sette punti. L'11 luglio 2016 viene confermato dalla società.
Il 20 giugno 2018 viene ingaggiato come nuovo tecnico della formazione Primavera dell'Inter. Il 20 febbraio 2019 perde ai calci di rigore la Supercoppa Primavera contro il Torino. In campionato raggiunge la finale ma esce sconfitto contro l'Atalanta, mentre in Coppa Italia viene eliminato dalla Fiorentina in semifinale. In Youth League esce ai gironi, arrivando terzo dietro a Barcellona e Tottenham, mentre al Torneo di Viareggio esce ai quarti per mano del Club Bruges. 

L'anno seguente arriva al terzo posto in campionato, con il torneo sospeso a causa della pandemia di COVID-19. In Coppa Italia esce col Frosinone già agli ottavi, mentre in Youth League esce ai quarti col Real Madrid. 

Nella stagione 2020-2021 arriva alla semifinale in campionato, venendo eliminato dall'Empoli. In Coppa Italia esce ai quarti per mano della Lazio, mentre la Youth League viene cancellata a causa della pandemia di COVID-19. Al termine di questa stagione, lascia la guida della squadra. dal 1º settembre 2021 è osservatore delle giovanili dell'inter e dal 2024 lo è all'Atalanta

## Statistiche

### Statistiche da allenatore
| Stagione                              | Squadra                               | Campionato                            | Campionato | Campionato | Campionato | Campionato | Coppe nazionali | Coppe nazionali | Coppe nazionali | Coppe nazionali | Coppe nazionali | Coppe continentali | Coppe continentali | Coppe continentali | Coppe continentali | Coppe continentali | Altre coppe | Altre coppe | Altre coppe | Altre coppe | Altre coppe | Totale | Totale | Totale | Totale | % Vittorie | Piazzamento        |
| Stagione                              | Squadra                               | Comp                                  | G          | V          | N          | P          | Comp            | G               | V               | N               | P               | Comp               | G                  | V                  | N                  | P                  | Comp        | G           | V           | N           | P           | G      | V      | N      | P      | %          | Piazzamento        |
| ------------------------------------- | ------------------------------------- | ------------------------------------- | ---------- | ---------- | ---------- | ---------- | --------------- | --------------- | --------------- | --------------- | --------------- | ------------------ | ------------------ | ------------------ | ------------------ | ------------------ | ----------- | ----------- | ----------- | ----------- | ----------- | ------ | ------ | ------ | ------ | ---------- | ------------------ |
| mar.-giu. 2003                        | Alzano Virescit                       | C1                                    | 6+2        | 2          | 3+1        | 1+1        | CI-C            | -               | -               | -               | -               | -                  | -                  | -                  | -                  | -                  | -           | -           | -           | -           | -           | 8      | 2      | 4      | 2      | 25,00      | Sub., 17º, (retr.) |
| mag. -giu. 2008                       | AlbinoLeffe                           | B                                     | 1+4        | 0+1        | 1+1        | 0+2        | CI              | -               | -               | -               | -               | -                  | -                  | -                  | -                  | -                  | -           | -           | -           | -           | -           | 5      | 1      | 2      | 2      | 20,00      | Sub., 4º           |
| 2008-2009                             | AlbinoLeffe                           | B                                     | 42         | 15         | 13         | 14         | CI              | 2               | 0               | 1               | 1               | -                  | -                  | -                  | -                  | -                  | -           | -           | -           | -           | -           | 44     | 15     | 14     | 15     | 34,09      | 9º                 |
| lug.-set. 2009                        | AlbinoLeffe                           | B                                     | 7          | 1          | 2          | 4          | CI              | 1               | 0               | 0               | 1               | -                  | -                  | -                  | -                  | -                  | -           | -           | -           | -           | -           | 8      | 1      | 2      | 5      | 12,50      | Eson.              |
| 2010-2011                             | Piacenza                              | B                                     | 42+2       | 11         | 13+2       | 18         | CI              | 2               | 1               | 0               | 1               | -                  | -                  | -                  | -                  | -                  | -           | -           | -           | -           | -           | 46     | 12     | 15     | 19     | 26,09      | 19º, (retr.)       |
| dic.-mag. 2012                        | Livorno                               | B                                     | 18         | 4          | 6          | 8          | CI              | -               | -               | -               | -               | -                  | -                  | -                  | -                  | -                  | -           | -           | -           | -           | -           | 18     | 4      | 6      | 8      | 22,22      | Sub., Eson.        |
| 2012-2013                             | Portogruaro                           | 1D                                    | 32+2       | 8          | 14+1       | 10+1       | CI+CI-LP        | 2+2             | 1+1             | 0+0             | 1+1             | -                  | -                  | -                  | -                  | -                  | -           | -           | -           | -           | -           | 38     | 10     | 15     | 13     | 26,32      | 13º, (retr.)       |
| lug.-dic. 2013                        | AlbinoLeffe                           | 1D                                    | 15         | 7          | 2          | 6          | CI+CI-LP        | 2+1             | 1+0             | 0+0             | 1+1             | -                  | -                  | -                  | -                  | -                  | -           | -           | -           | -           | -           | 18     | 8      | 2      | 8      | 44,44      | Eson.              |
| Totale Albinoleffe                    | Totale Albinoleffe                    | Totale Albinoleffe                    | 69         | 24         | 19         | 26         |                 | 6               | 1               | 1               | 4               |                    | -                  | -                  | -                  | -                  |             | -           | -           | -           | -           | 75     | 25     | 20     | 30     | 33,33      |                    |
| nov. 2015-2016                        | Virtus Bergamo                        | D                                     | 28         | 8          | 7          | 13         | CI-D            | -               | -               | -               | -               | -                  | -                  | -                  | -                  | -                  | -           | -           | -           | -           | -           | 28     | 8      | 7      | 13     | 28,57      | Sub., 16º          |
| 2016-2017                             | Virtus Bergamo                        | D                                     | 34+2       | 18+1       | 9          | 7+1        | CI-D            | 4               | 3               | 0               | 1               | -                  | -                  | -                  | -                  | -                  | -           | -           | -           | -           | -           | 40     | 22     | 9      | 9      | 55,00      | 4º                 |
| 2017-2018                             | Virtus Bergamo                        | D                                     | 36         | 18         | 4          | 14         | CI-D            | 1               | 0               | 0               | 1               | -                  | -                  | -                  | -                  | -                  | -           | -           | -           | -           | -           | 37     | 18     | 4      | 15     | 48,65      | 6º                 |
| Totale Alzano Virescit/Virtus Bergamo | Totale Alzano Virescit/Virtus Bergamo | Totale Alzano Virescit/Virtus Bergamo | 108        | 47         | 24         | 37         |                 | 5               | 3               | 0               | 2               |                    |                    |                    |                    |                    |             |             |             |             |             | 113    | 50     | 24     | 39     | 44,25      |                    |
| Totale carriera                       | Totale carriera                       | Totale carriera                       | 273        | 94         | 79         | 100        |                 | 17              | 7               | 1               | 9               |                    | -                  | -                  | -                  | -                  |             | -           | -           | -           | -           | 290    | 101    | 80     | 109    | 34,83      |                    |

## Palmarès

### Giocatore

#### Competizioni nazionali
- Campionato italiano Serie C1: 3

Atalanta: 1981-1982 (girone A)
Piacenza: 1986-1987 (girone A)
Alzano Virescit: 1998-1999 (girone A)
- Campionato Nazionale Dilettanti: 1

Alzano Virescit: 1994-1995 (girone C)
- Coppa Italia Serie C: 1

Alzano Virescit: 1997-1998

#### Competizioni internazionali
- Coppa Anglo-Italiana: 1

Piacenza: 1986